# Água Doce
Água Doce este un oraș în unitatea federativă Santa Catarina (SC), Brazilia. 